# Dichocoenia stokesii
Dichocoenia stokesii is een rifkoralensoort uit de familie van de Meandrinidae. De wetenschappelijke naam van de soort is voor het eerst geldig gepubliceerd in 1848 door Milne Edwards & Haime.